# Juegos del Pacífico Sur 1991
Los Juegos del Pacífico Sur 1991 fueron la novena edición del mayor evento multideportivo de Oceanía. Se llevaron a cabo en Puerto Moresby, Papúa Nueva Guinea desde el 7 hasta el 21 de septiembre y contaron con la participación de 16 países.
Fue la segunda edición en la que Nueva Caledonia no finalizó primera en el medallero, siendo superada por el país organizador, Papúa Nueva Guinea y la Polinesia Francesa. Este hecho tuvo lugar también en la primera edición de los Juegos, en la que Fiyi y Papúa Nueva Guinea habían terminado por encima de los neocaledonios.

## Participantes
| - Fiyi - Guam - Islas Cook - Islas Marianas del Norte - Islas Salomón - Nauru - Niue - Isla Norfolk | - Nueva Caledonia - Papúa Nueva Guinea - Polinesia Francesa - Samoa Occidental - Samoa Americana - Tonga - Vanuatu - Wallis y Futuna |

## Deportes
Aunque el número total de deportes y la mayoría de éstos se desconocen, los siguientes sí aparecen en los registros:
- Atletismo
- Fútbol (Detalles)

## Medallero
| Núm. | País                     | Oro | Plata | Bronce | Total |
| ---- | ------------------------ | --- | ----- | ------ | ----- |
| 1    | Papúa Nueva Guinea       | 44  | 29    | 27     | 100   |
| 2    | Polinesia Francesa       | 30  | 24    | 26     | 80    |
| 3    | Nueva Caledonia          | 29  | 29    | 27     | 85    |
| 4    | Samoa Occidental         | 19  | 13    | 6      | 38    |
| 5    | Fiyi                     | 13  | 30    | 23     | 66    |
| 6    | Guam                     | 10  | 11    | 16     | 37    |
| 7    | Samoa Americana          | 9   | 6     | 8      | 23    |
| 8    | Tonga                    | 3   | 2     | 10     | 15    |
| 9    | Vanuatu                  | 3   | 2     | 2      | 7     |
| 10   | Nauru                    | 3   | 0     | 5      | 8     |
| 11   | Islas Cook               | 1   | 4     | 6      | 11    |
| 12   | Wallis y Futuna          | 0   | 6     | 12     | 18    |
| 13   | Islas Salomón            | 0   | 5     | 2      | 7     |
| 14   | Isla Norfolk             | 0   | 3     | 0      | 3     |
| 15   | Niue                     | 0   | 0     | 0      | 0     |
| 16   | Islas Marianas del Norte | 0   | 0     | 0      | 0     |